# Мукачево
Мукачево или Мукачеве (на украински: Мукачеве, Мукачів, Мукачево; на русински: Мукачово,на унгарски: Munkács Мункач, на словашки: Mukačevo; на немски: Munkatsch, на чешки: Mukačevo; на идиш: מונקאטש; на румънски: Muncaci, на руски: Мукачево; на полски: Mukaczewo) е град с областно значение в Закарпатска област, Украйна.
Към 1 октомври 2012 година населението на града е 84 692 души. Към 1 януари 2019 г. населението е 85 881 жители. Важен транспортен възел.

## Местоположение
Мукачево е град от областно значение, районен център. По своя икономически потенциал и количество население заема второ место в областта след административния център Ужгород.
Градът е разположен в централната част на Закарпатска област на Украйна, на разстояние 42 км от областния център, на мястото между Карпатите и Закарпатската равнина, заемайки плътно застроена територия покрай река Латорица, която разделя града на две части.
Благодарение на удобното си географско положение (на разстояние 40 – 50 км от границите с Унгария и Словакия, и съответно на 90 – 100 км от границите с Румъния и Полша), Мукачево е транспортен възел на няколко международни пътя. Градът е свързан с железопътните магистрали Москва – Киев – Будапеща – Белград – Рим и Москва – Киев – Братислава – Прага – Виена, както и автомобилните пътища Киев – Будапеща – Виена и Киев – Прага.